# Hypocaccus brahminius
Hypocaccus brahminius är en skalbaggsart som först beskrevs av Sylvain Auguste de Marseul 1864.  Hypocaccus brahminius ingår i släktet Hypocaccus och familjen stumpbaggar. Inga underarter finns listade i Catalogue of Life.